# Народная Республика Кампучия
Народная Республика Кампучи́я (НРК; кхмер. សាធារណរដ្ឋប្រជាមានិតកម្ពុជា) — камбоджийское государство 1979—1989 годов, возникшее в ходе Кампучийско-вьетнамского конфликта после свержения вьетнамскими войсками государственного режима Красных кхмеров. Функционировала в условиях вьетнамской оккупации и партизанской войны. Строилась по модели «реального социализма» при однопартийной системе НРПК, примыкала к социалистическому лагерю. В ходе урегулирования кампучийского конфликта преобразована в Государство Камбоджа.

## Предыстория
18 марта 1970 года государственный переворот генерала Лон Нола низложил Нородома Сианука и учредил Кхмерскую Республику. Гражданская война в Камбодже продолжалась ещё пять лет, и в итоге 17 апреля 1975 к власти пришли Красные кхмеры. В созданной ими под руководством Пол Пота Демократической Кампучии установился режим террора и геноцида. В 1975—1979 годах погибли, по разным оценкам, от 1 до 3 миллионов камбоджийцев.
Атаки «Красных кхмеров» на Вьетнам привели к крупномасштабному вооружённому конфликту. В самой Кампучии уже с конца 1975 года возникали оппозиционные движения, жестоко подавлявшиеся властями. С 1977 года полпотовская верхушка начала жёсткие чистки партийно-государственного аппарата и военного командования. Под особым подозрением оказались функционеры приграничной с Вьетнамом «Восточной военной зоны» — в том числе Хенг Самрин, Чеа Сим, Хун Сен, Сар Кенг. Поскольку попытки вооружённого сопротивления были обречены, все они в разное время бежали во Вьетнам.

Они вынуждены были бежать во Вьетнам только из-за паранойи Пол Пота, а не из-за того, что с недостаточным энтузиазмом поддерживали его политику.

2 декабря 1978 года во Вьетнаме был проведён учредительный съезд Единого фронта национального спасения Кампучии (ЕФНСК). Эта организация объединила провьетнамски настроенных кампучийских коммунистов под председательством Хенг Самрина. Вскоре началась массированная вьетнамская интервенция в Кампучию, в которой участвовали пехота, бронетанковые войска и артиллерия общей численностью до 120 тысяч военнослужащих под командованием Ле Дык Аня. 7 января 1979 года вьетнамские войска вступили в Пномпень. Руководству ЕФНСК формально передавалась государственная власть под контролем вьетнамского командования.

## Основы государственной системы
Создание Народной Республики Кампучия было провозглашено 10 января 1979 года. Первым органом власти НРК стал Народно-революционный комитет из руководителей ЕФНСК. Председателем Народно-революционного комитета стал Хенг Самрин. Он же реально возглавлял правящую Народно-революционную партию Кампучии, хотя формально первым генеральным секретарём стал Пен Сован. Народно-революционный комитет, впоследствии Государственный совет, и ЦК НРПК являлись основными органами власти. Правительство (совет министров), которое первоначально возглавил Пен Сован — скорее «техническим органом». Однако министр внутренних дел Чеа Сим и министр иностранных дел Хун Сен обладали большим политическим влиянием.
Первыми задачами новых властей являлись подавление вооружённого сопротивления и восстановление жизнеобеспечения, практически разрушенного при режиме «Красных кхмеров». Контрповстанческие операции осуществлялись — особенно на первых порах — в основном вьетнамскими войсками. Становление вооружённых сил НРК заняло длительное время.
Для возрождения сельскохозяйственного производства в деревнях формировались под административным контролем т. н. «группы солидарности». До 1987 года через них организовывался производственный процесс, распределение и торговля. В 1979 году было засеяно около 600 тысяч га (до 1975 — до 2,5 млн га). Восстанавливались такие важные отрасли хозяйства, как животноводство, речное и морское рыболовство. СССР и другие социалистические страны оказывали экономическую помощь. В центре и на местах возобновляли работу школы, медицинские и культурные учреждения, постепенно восстанавливались транспорт, связь.
Режим НРК был несравнимо мягче полпотовского. Были отменены наиболее одиозные порядки «Демократической Кампучии», особенно в части «коммунального быта» и контроля над личной жизнью. Принудительно депортированные в сельскую местность возвращались в города. Прекратились преследования буддизма, монахи и проповедники даже привлекались в пропагандистские структуры властей для «успокоения населения». Массовый террор сменился более выборочными репрессиями, но политическая оппозиционность, антивьетнамские и антиправительственные выступления подавлялись жёстко (карательным аппаратом руководил Чеа Сим).
Суверенитет НРК с самого начала был ограничен военно-политическим контролем Ханоя. В руководстве Компартии Вьетнама кампучийскую проблематику курировал секретарь ЦК КПВ Ле Дык Тхо. Он определял ключевые политические и кадровые решения. Контроль на месте осуществлялся через вьетнамских политических советников и командование экспедиционного корпуса. Численность вьетнамских оккупационных войск в НРК 1980-е годы превышала 200 тысяч. Активно стимулировалась вьетнамская иммиграция.
Такое положение подрывало популярность новых властей, хотя первоначально большинство населения приветствовало изгнание полпотовцев. «Красные кхмеры», развернувшие партизанскую войну в труднодоступных районах, позиционировались как борцы за национальное освобождение, против «клики Ле Зуана и марионеток Хенг Самрина». Со своей стороны, власти НРК акцентировали полпотовскую опасность и представлялись единственной силой, способной предотвратить реставрацию геноцидного режима. Любые оппозиционные силы — монархическая партия ФУНСИНПЕК Сианука, республиканский KPNLF Сон Санна — объявлялись «агентами Пол Пота».
В пропаганде НРПК постоянно звучал мотив разоблачения полпотовских злодеяний. Был проведён трибунал над Пол Потом и Иенг Сари, оба заочно приговорены к смертной казни. Получили огласку шокирующие факты массовых убийств, огромные цифры потерь. С 1984 года введён в качестве государственной даты День ненависти 20 мая — ненависть адресовалась прежде всего клике Пол Пота—Иенг Сари—Кхиеу Самфана, но также «реакционным группировкам Сианука—Сон Санна», «американским империалистам и китайским экспансионистам».

## Партийное государство и партизанская война
В конце мая 1981 года в Пномпене прошёл съезд НРПК, получивший нумерацию IV (таким образом как бы аннулировались резолюции съездов кампучийской компартии, проведённых под контролем полпотовской группы). Съезд обозначил курс на усиление провьетнамского однопартийного режима. Идеологией партии провозглашался марксизм-ленинизм («без ультранационалистических извращений и культа личности»), целью — социалистические преобразования. Прошли выборы в Национальную ассамблею НРК, председателем которой стал Чеа Сим.
27 июня 1981 Национальная ассамблея приняла конституцию НРК (первый проект, предложенный Рох Самаем в начале 1980 года, был отклонён в Ханое). Конституция закрепляла руководящую роль НРПК как ядра всех государственных структур, государственный статус марксистско-ленинской идеологии, определяла целью государства «продвижение к социализму», провозглашала принцип «интернациональной дружбы и союза» с Вьетнамом и СССР (а также Лаосом).
В декабре 1981 произошли важные кадровые изменения в партийно-государственном руководстве. По требованию Ле Дык Тхо генеральный секретарь ЦК НРПК и премьер-министр НРК Пен Сован, проявлявший некоторую самостоятельность, был смещён со всех постов, вывезен во Вьетнам и взят под арест. Как впоследствии объяснял Пен Сован, причина заключалась в его планах сформировать, независимо от Вьетнама, пять полков кампучийской армии. Кроме того, Пен Сован и его сторонники вызвали раздражение ортодоксально-коммунистическим радикализмом в экономике. Проводимое ими искоренение частной торговли рассматривалось как преждевременное. Отстранение Пен Сована совершалось силовыми методами, с участием вьетнамской спецчасти. В этом конфликте отразились противоречия практиков управления из числа бывших «красных кхмеров» (Хенг Самрин, Чеа Сим) и марксистских идеологов, проведших 1970-е в эмиграции в Ханое (Пен Сован, Кео Чанда). Верх взяла первая группа, поддержанная вьетнамцами.
Пост генерального секретаря занял Хенг Самрин, главы правительства — Чан Сы. Таким образом вновь было продемонстрировано, где расположен реальный центр принятия решений.
Политика режима вызывала значительное недовольство в стране — особенно такими своими чертами, как вьетнамский контроль, коррупция, принудительные трудовые мобилизации. В то же время угроза возвращения полпотовцев и постепенное налаживание жизнеобеспечения создавали властям НРК довольно широкую поддержку.
На V съезде НРПК в октябре 1985 года Хенг Самрин говорил о «создании социалистического народа». НРПК причислялась к правящим марксистско-ленинским компартиям, НРК — к государствам социалистического лагеря. Внешние связи НРК поддерживались в основном в пределах «соцлагеря» и с государствами социалистической ориентации. Большинство стран мира не признавало НРК, поскольку её правительство рассматривалось как пришедшее к власти в результате иностранной интервенции. Место в ООН занимал представитель полпотовской «Демократической Кампучии».
1985 год был отмечен важным кадрово-политическим сдвигом: главой правительства НРК стал Хун Сен. Его позиции в партийно-государственном руководстве резко усилились, он начал устанавливать личный контроль над партийно-административными и силовыми структурами и постепенно оттеснять Хенг Самрина.
Все годы существования НРК прошли в условиях партизанской войны. Заявление Хенг Самрина на V съезде о разгроме повстанцев выдавало желаемое за действительное. Объединённая оппозиция создала в 1982 году Коалиционное правительство Демократической Кампучии и структуру военной координации — Высший совет национальной обороны. Вооружённую борьбу против вьетнамских войск и правительственных сил вели полпотовская Национальная армия Демократической Кампучии, Вооружённые силы национального освобождения кхмерского народа и Национальная армия сианукистов. Повстанцы базировались в лагерях беженцев на территории Таиланда и в труднодоступных горных районах Камбоджи.
Наиболее масштабные бои велись в 1984—1986 годах. Вьетнамские войска разрушили тогда полпотовский укреплённый район Пном Малай, однако подавить сопротивление не удалось. Контроль над рядом сельских районов был спорным, транспортные магистрали НРК постоянно находились под ударом.
Кампучийский конфликт являлся заметным элементом глобальной Холодной войны. Правительство НРК поддерживал СССР, ДК — КНР и США. Особенностью конфликта был тот факт, что основные силы обеих противоборствующих сторон составляли коммунисты.

Присутствие вьетнамцев в Камбодже является явным нарушением международного права и империалистической эксплуатацией. Но альтернативой может оказаться правительство красных кхмеров и ещё один раунд геноцида. Этого нельзя игнорировать.

## Преобразование государства
Общемировые перемены второй половины 1980-х годов отразились в Юго-Восточной Азии. Был поставлен вопрос об урегулировании через политический диалог.

Когда в 1985 году Михаил Горбачёв стал Генеральным секретарём Коммунистической партии Советского Союза, я находился в джунглях северо-запада Камбоджи. Как сотрудник планово-аналитического департамента Вооружённых сил национального освобождения кхмерского народа провёл исследование, насколько прогнозируемые горбачёвские реформы и либерализация в СССР повлияют на политику Вьетнама, ситуацию в регионе и в мире… Поэтому, когда в мае 1988 года я услышал по радио о выводе советских войск из Афганистана, для меня это означало скорый уход Вьетнама из Камбоджи… Я понял: политическое урегулирование в Камбодже, конец гражданской войны — вопрос ближайшего времени.

Гаффар Пеанг-Мет

Под влиянием этих факторов с 1987 года правительство Хун Сена установило контакты с объединённой оппозицией, прежде всего в лице принца Сианука. К этому подталкивал вывод вьетнамских войск, официально завершившийся 26 сентября 1989 года. Новый курс предполагал и внутренние реформы. В последние дни апреля 1989 года Национальная ассамблея утвердила внесённые Хун Сеном поправки в конституцию НРК.
Была заявлена ориентация на диалог с оппозицией и рыночные реформы в экономике. Буддизм объявлялся государственной религией. Отменялась смертная казнь. Внешняя политика провозглашалась нейтральной и внеблоковой. Деидеологизировалась государственная символика, в том числе название страны — Народная Республика Кампучия была переименована в Государство Камбоджа.
Первоначально не было речи об изменении политической системы, отказе от партийной монополии. Однако логика процессов вынудило руководство НРПК пойти на компромисс с принцем Сиануком, как носителем традиционной легитимности. Переговоры с оппозицией завершились подписанием Парижских соглашений 23 октября 1991 года на основании которых реставрировалась монархия и вводилась многопартийная система. 24 сентября 1993 года было окончательно восстановлено Королевство Камбоджа.
В октябре 1991 года НРПК переименовалась в Народную партию Камбоджи (НПК) и отказалась от идеологии марксизма-ленинизма в пользу доктрины эффективного управления. Хенг Самрин передал пост генерального секретаря Чеа Симу, но реальное партийное руководство с начала 1990-х годов осуществлял Хун Сен, сохранивший за собой также руководство правительством.
Несмотря на кардинальные (по видимости) изменения, правящая группа НРК, организованная в НРПК-НПК, сохранила реальную власть и в Государстве Камбоджа, и в Королевстве Камбоджа. Хун Сен остаётся бессменным премьер-министром с 1985 года, Теа Бан — министром обороны с 1987 года, Сар Кенг — министром внутренних дел с 1992 года. Чеа Сим был председателем Национальной ассамблеи и сената, регентом Камбоджи в октябре 2004 года. Хенг Самрин председательствует в Национальной ассамблее с 2006 года. Закономерно, что в политической жизни Камбоджи сохранились заметные черты НРК.

## Государственные руководители
- Хенг Самрин — председатель Народно-революционного комитета (1979—1981), председатель Государственного совета (1981—1989 и до 1992), генеральный секретарь НРПК (1981—1989 и до 1991).
- Хун Сен — министр иностранных дел (1979—1985), премьер-министр (1985—1989 и до настоящего времени).
- Чеа Сим — министр внутренних дел (1979—1981), председатель Национальной ассамблеи (1981—1989).
- Чан Сы — премьер-министр (1981—1984).
- Пен Сован — генеральный секретарь НРПК (1979—1981), премьер-министр (1981).